# Aloe claviflora
Aloe claviflora ist eine Pflanzenart der Gattung der Aloen in der Unterfamilie der Affodillgewächse (Asphodeloideae). Das Artepitheton claviflora leitet sich von den lateinischen Worten clava für ‚Kegel‘ sowie -florus für ‚blütig‘ ab und verweist auf die kegelförmigen Blüten der Art.

## Beschreibung

### Vegetative Merkmale
Aloe claviflora wächst stammlos oder mit niederliegenden Trieben und bildet in der Regel kreisförmige, im inneren leere Gruppen mit Durchmessern von 1 bis 2 Meter. Die Triebe sind 10 bis 20 Zentimeter lang, die Rosetten niederliegend. Die 30 bis 40 eiförmig-lanzettlichen Laubblätter bilden dichte Rosetten. Die glauke Blattspreite ist etwa 20 Zentimeter lang und 6 bis 8 Zentimeter breit. Auf der Blattunterseite befinden sich im oberen Drittel ein bis zwei Kiele, die mit vier bis sechs bräunlichen Stacheln  von 2 bis 4 Millimeter Länge besetzt sind. Die stechenden, bräunlichen Zähne am Blattrand sind 2 bis 4 Millimeter lang und stehen etwa 10 Millimeter voneinander entfernt.

### Blütenstände und Blüten
Der schiefe, fast horizontale Blütenstand ist einfach oder besteht aus ein bis vier Zweigen und erreicht eine Länge von bis zu 50 Zentimeter. Die dichten, zylindrisch spitz zulaufenden Trauben sind 20 bis 30 Zentimeter lang. Die eiförmig-spitzen, zurückgeschlagenen Brakteen weisen eine Länge von etwa 15 Millimeter auf und sind 6 bis 8 Millimeter breit. Die roten, bereiften, grünspitzigen Blüten stehen an 7 bis 10 Millimeter langen Blütenstielen. Nach der Bestäubung werden sie heller und verfärben sich zu zitronengelb bis elfenbeinfarben. Die Blüten sind 30 bis 40 Millimeter lang und an ihrer Basis lang verschmälert. Über dem Fruchtknotens  sind sie auf 10 Millimeter erweitert. Ihre äußeren Perigonblätter sind auf einer Länge von 15 bis 20 Millimetern nicht miteinander verwachsen. Die Staubblätter und der Griffel ragen 15 Millimeter aus der Blüte heraus.

### Genetik
Die Chromosomenzahl beträgt {\displaystyle 2n=14}.

## Systematik und Verbreitung
Aloe claviflora ist in den südafrikanischen Provinzen Nordkap, Westkap, Ostkap und Freistaat auf durchlässigen, flachen, steinigen Böden oder felsigen Hängen verbreitet.
Die Erstbeschreibung durch William John Burchell wurde 1822 veröffentlicht.
Synonyme sind Aloe schlechteri Schönland (1903) und Aloe decora Schönland (1905).

## Nachweise